# Grands domaines biogéographiques
Les grands domaines biogéographiques sont un type d'unités territoriales.

## Définitions
D'après Yves Lacoste, la biogéographie est la discipline qui étudie la répartition des espèces animales et végétales à la surface du globe et la mise en évidence des causes de la géographie aux paysages.   
```
Le terme  « Domaine » désigne, chez les biogéographes,  une unité territoriale climatique et biogéographique étendue, intermédiaire entre la zone et la région , 
Dictionnaire de la Géographie.
```

- Les  grandes zones climatiques et biogéographiques sont déterminées par la combinaison des caractéristiques des Sols pédologie, du climat et de la végétation.

Les grands milieux de la planète, appelés biome, correspondent aux grandes communautés écologiques liées aux conditions climatiques et dans lesquelles co-existent des espèces vivantes animales et végétales.